# 奈良県道228号東川河合線
奈良県道228号東川河合線（ならけんどう228ごう ひがしのかわかわいせん）は、奈良県吉野郡上北山村を通る一般県道である。

## 概要
吉野郡上北山村大字白川から吉野郡上北山村大字河合に至る。
出合橋で国道425号から分岐し、東ノ川地区を大台ヶ原山麓へ北進する。終点は上北山村中心部の国道169号河合交差点だが、荒谷および荒谷峠付近は車両通行不能区間となっている。

### 路線データ
- 起点：吉野郡上北山村大字白川（国道425号交点）
- 終点：吉野郡上北山村大字河合（河合自治会館前交差点、国道169号交点、奈良県道226号大台河合線終点）
- 総延長：18.8 km
- 通行不通区間：吉野郡上北山村大字小橡

## 路線状況

### 重複区間
- 奈良県道226号大台河合線（吉野郡上北山村大字小橡 - 吉野郡上北山村大字河合・河合自治会館前交差点（終点））

### 道路施設

#### 橋梁
- 宮の谷橋（吉野郡上北山村）
- アララ谷橋（吉野郡上北山村）
- 出口橋（吉野郡上北山村）
- 大杖橋（吉野郡上北山村）
- ふれあい橋（北山川、吉野郡上北山村、奈良県道226号大台河合線重複区間内）

## 地理

### 通過する自治体
- 奈良県
  - 吉野郡上北山村

### 交差する道路
| 交差する道路                                   | 交差する場所 | 交差する場所                |
| ---------------------------------------------- | ------------ | --------------------------- |
| 国道425号                                      | 大字白川     | 起点                        |
| 通行不能区間                                   |              |                             |
| 奈良県道226号大台河合線 重複区間起点           | 大字小橡     |                             |
| 国道169号 奈良県道226号大台河合線 重複区間終点 | 大字河合     | 河合自治会館前交差点 / 終点 |

### 沿線
- 東ノ川
- 大台ヶ原山
- 坂本ダム
- 東の川簡易郵便局跡
- 上北山郵便局
- 上北山村役場